# Kathedrale von Chilpancingo

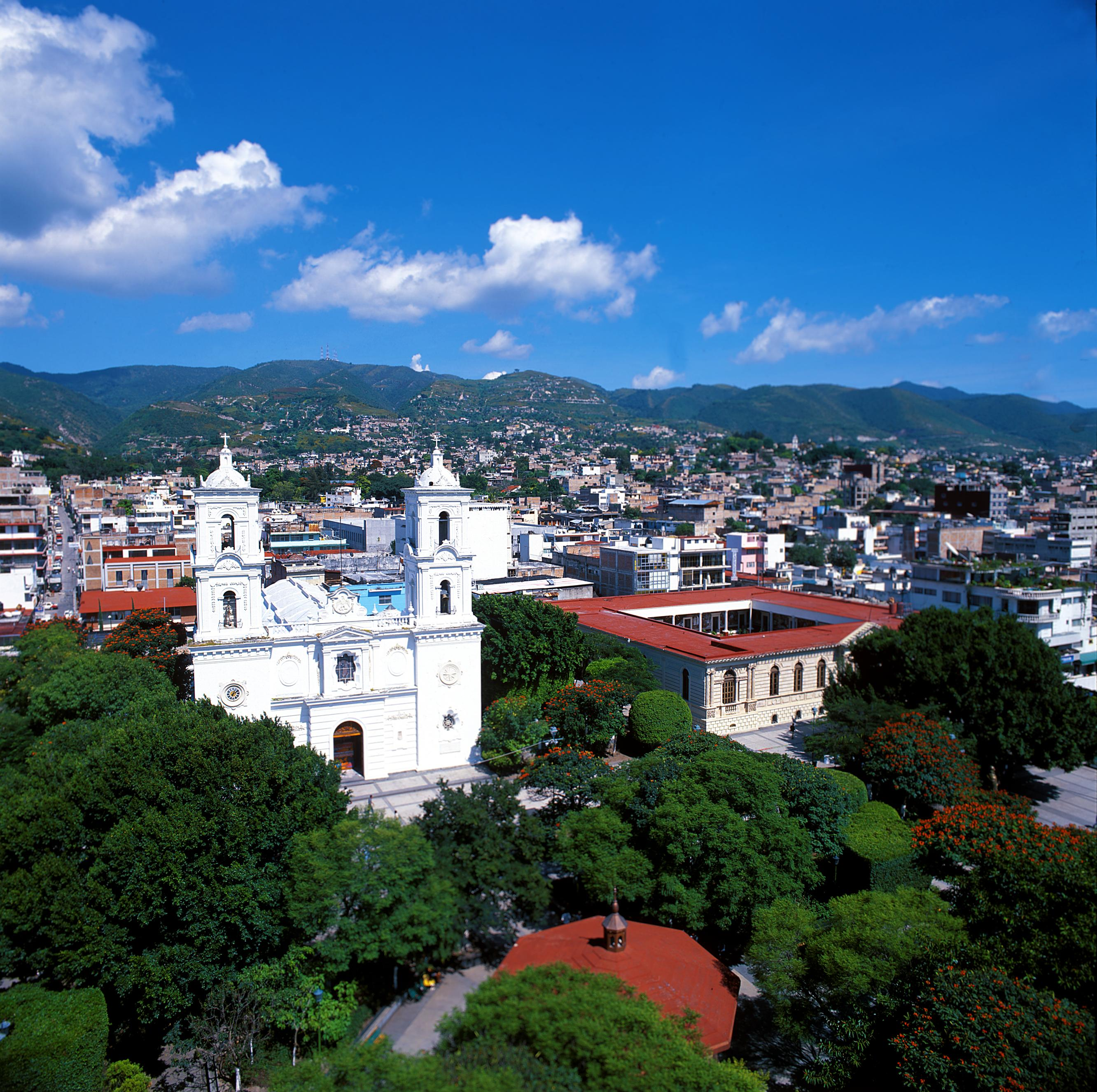
Kathedrale von Chilpancingo

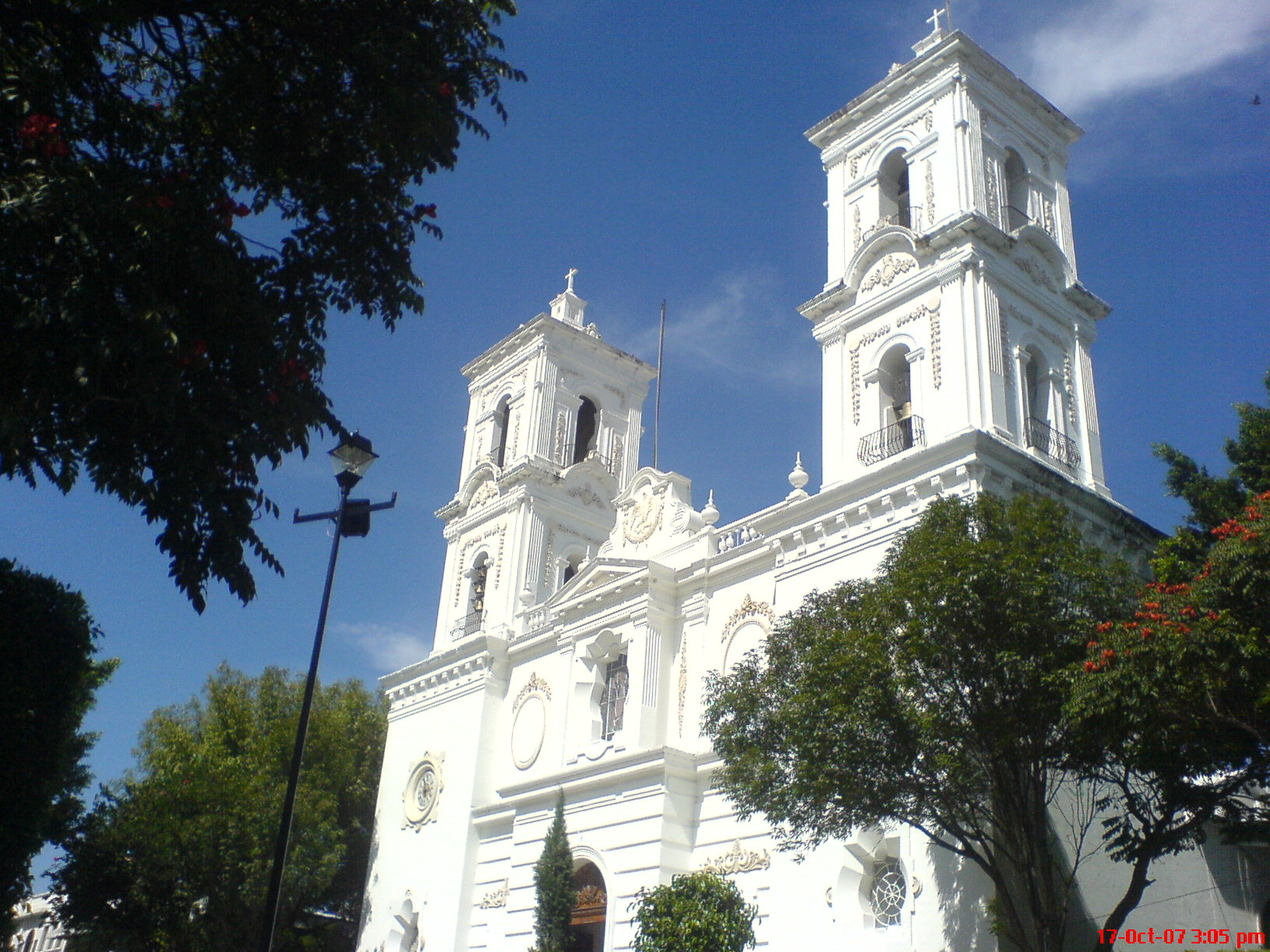
Fassade

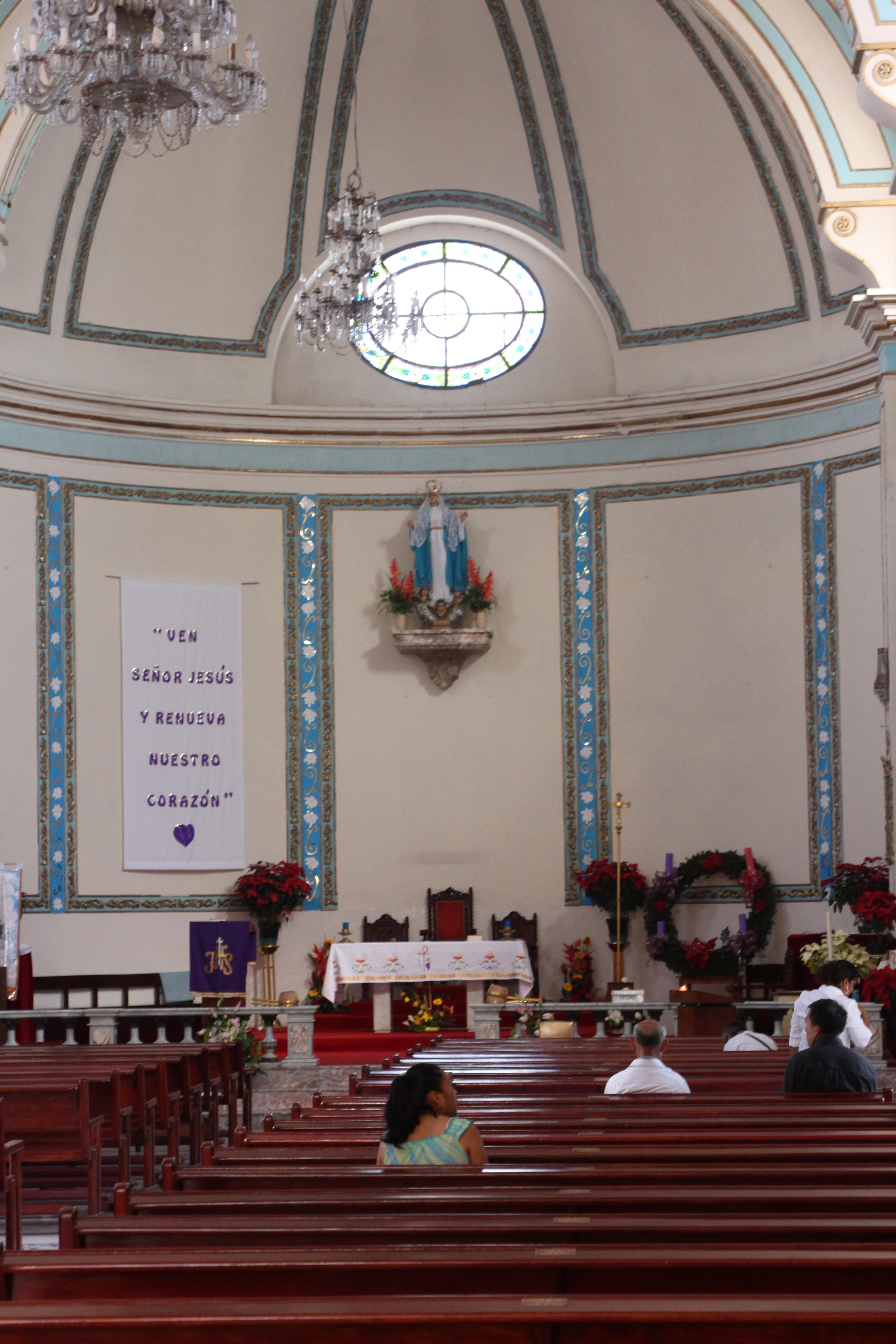
Apsis und Altar

Die Kathedrale von Chilpancingo ist die Bischofskirche des Bistums Chilpancingo-Chilapa im mexikanischen Bundesstaat Guerrero. Sie ist der Himmelfahrt Mariens (asunción) geweiht.

## Lage
Die Kathedrale befindet sich im Zentrum der ca. 1250 m hoch gelegenen Stadt Chilpancingo, der etwa 265 km südlich von Mexiko-Stadt bzw. ca. 100 km nordöstlich von Acapulco gelegenen Hauptstadt des Bundesstaats Guerrero.

## Geschichte
Der Bau der Kirche erfolgte in der Zeit um 1800; wahrscheinlich war sie im Jahr 1813 weitgehend fertiggestellt, denn hier tagte von September bis November der Kongress von Chilpancingo (auch: „Kongress von Anahuac“), auf dem die Unabhängigkeit Mexikos erstmals schriftlich proklamiert wurde. Das Bistum Chilapa, zu dem auch Chilpancingo gehörte, wurde erst im Jahr 1863 errichtet; seinen heutigen Namen trägt das Bistum seit dem 20. Oktober 1989. Beim Erdbeben vom 10. Dezember 2011 erlitt der Bau schwere Schäden, die jedoch bereits im Folgejahr behoben wurden.

## Architektur
Der Stil des Kirchenbaus ist klassizistisch (spanisch neoclásico). Die von zwei seitlichen Türmen gestützte Fassade ist weitgehend schmucklos. Über dem Portal befindet sich ein sternförmiges Fenster; das Giebelfeld zeigt das Staatswappen Mexikos – ein Adler mit Schlange auf einem Opuntien-Kaktus. Die zweigeschossigen Glockentürme haben einen quadratischen Querschnitt.
Das Langhaus der Kirche ist einschiffig und gewölbt. Eine ausgewiesene Vierung bzw. ein Querschiff existieren nicht. Die Apsis ist recht einfach gehalten.